# Болота (фильм, 2011)
Болота, фр. Marécages — квебекский фильм драма 2011 г. Постановщик — Ги Эдуэн.

## Сюжет
Фермер Жан живёт на молочной ферме в квебекской глубинке с женой Мари и сыном Симоном (младший сын утонул несколько лет назад). Семья отчаянно борется за выживание, поскольку не может себе позволить выкопать колодец. Из-за засухи коровы не дают достаточно молока, а их приплод рождается мёртвым. Из-за неосторожности при починке машины Жан гибнет, виновным все считают Симона, хотя он сохраняет внешне ровные отношения со всеми, кроме матери.
У Мари появляется неожиданный ухажёр, богатый фермер Пьер, однако его отношения с Симоном и свекровью Мари не складываются.

## В ролях
- Паскаль Бюссьер : Мари
- Люк Пикар : Жан, фермер
- Габриэль Майе : Симон, их сын
- Франсуа Папино : Пьер, ухажёр
- Анжель Кутю : Тереза, свекровь Мари
- Дениз Дюбуа : Режанна, её сожительница